# Menara Telekom
Menara Telekom ist ein Wolkenkratzer, der sich in Kuala Lumpur, Malaysia, befindet und der zu den höchsten Gebäuden der Welt gehört. Er ist 310 Meter hoch und damit nach dem The Exchange 106 und den Petronas Towers das dritthöchste Gebäude der Stadt und auch des Landes.
Das Gebäude wurde 2001 fertiggestellt. Es gibt 55 Etagen, in denen sich zum größten Teil Büros befinden, die das Zentrum des Telekommunikationsunternehmens bilden. Menara Telekom wurde vom Architekten Hijas Kasturi entworfen. Das Aussehen wurde vom sogenannten bamboo shoot, der Bambuspflanze beeinflusst. So entstanden an einer Gebäudeseite neun offene Gärten, die Nachts beleuchtet werden. Der Helikopterlandeplatz auf dem Dach ist nach dem des U.S. Bank Tower der höchste der Welt.